# Lugauer
Der Lugauer ist ein 2217 m ü. A. hoher Berg in den Ennstaler Alpen in der Steiermark am südöstlichen Rand des  Gesäuses und des Nationalparks Gesäuse. Am Fuß des Bergs liegt im Süden der Ort Radmer, im Nordosten Hieflau.

## Name
Der Name „Lugauer“ wird abgeleitet von den Dialektworten „lugen“ (schauen) und „auer“ (herunter). Mit „Schau herunter!“ ist offensichtlich die aussichtsreiche, abgesetzte Position südlich des Hochtorzugs gemeint.

## Lage und Aufbau
Der freistehende Felsaufbau besitzt einen Doppelgipfel, Südwest- (2217 m) und Nordostgipfel (2206 m) sind durch die Lugauerscharte (2152 m) getrennt. Im Südwesten zieht ein ausgeprägter, gleichmäßig geneigter Steilhang, der sogenannte „Lugauerplan“, vom Gipfel bis in die Senke des Haselkars mit dem Gspitzten-Stein-Sattel. Dieser verbindet den Lugauer mit dem Haselkogel im Gsuchmauer-Massiv. An seiner breiten Südostseite fällt der Lugauer in der bis zu 1000 Meter hohen Südostwand ins Radmertal ab. Die durch den Nordwest- und Nordostgrat eingerahmte, dreieckige und rund 600 Meter hohe Nordwand lässt den Lugauer vom Nordosten als steile Felspyramide erscheinen. Der Berg wird wegen dieser Form manchmal auch als „steirisches Matterhorn“ bezeichnet.
Der Lugauer ist aus einer mächtigen Scholle aus gebanktem Dachsteinkalk aufgebaut, die jedoch nicht flach aufliegt, sondern sehr steil nach Nordwesten einfällt und dem Berg somit ein charakteristisches Gepräge verleiht. Der Dachsteinkalk ist nach Norden deutlich gegen Allgäuschichten und Schrambachschichten am Hochpolster begrenzt. An der Basis von Ramsaudolomit schließt gegen Südosten ein größeres Gebiet mit Haselgebirge und Werfener Schichten an. Am Bergfuß verläuft bereits der Übergang zur Grauwackenzone.

## Touristische Erschließung
Die beiden Gipfel des Lugauers wurden schon früh von Einheimischen erstiegen. Die erste dokumentierte Ersteigung fand im Zuge der Landvermessung 1810/11 unter Führung von Oberleutnant von Egger statt. Dabei wurde der Nordostgipfel des Lugauers als Versicherungspunkt 1. Ordnung festgelegt. Als erster Tourist erreichte Wilhelm Schleicher aus Gresten den Lugauergipfel und berichtete über seine Tour im Jahrbuch des Oesterreichischen Alpen-Vereines 1867. Er stieg gemeinsam mit einem Freund von der Scheucheggalm über die Nordwestflanke auf den Gipfel mit Abstieg über den Lugauerplan.
Der Durchstieg durch die 1000 m hohe Südostwand des Lugauer wurde vermutlich zuerst von einheimischen Jägern durchgeführt. Die einfachste Route verläuft dabei im Bereich des Rauchfangs, eines durchgängigen kaminartigen Felsrisses, der von der Lugauerscharte hinabzieht. Als erster Tourist soll Anfang der 1870er Alois Faschingbauer diese Tour gemacht haben, wenngleich er keinen Bericht veröffentlichte. Gut dokumentiert ist hingegen die Durchsteigung von Emanuel Witlaczil am 18. Juli 1895. Bereits ein Jahr später wurde die Tour von Heinrich Heß, Moritz von Statzer, Rudolf Pinker und Johann Mach auf abgeänderter Route wiederholt. Am 2. August 1896 erreichten zudem Heinrich Pfannl, Franz X. Kleinwächter und Alfred von Radio-Radiis den Gipfel erstmals über den Nordostgrat.

## Anstiege
Der Hauptgipfel ist am leichtesten über den Lugauerplan zu erreichen; für den darauf folgenden, teilweise ausgesetzten Grat zum Gipfel sind Trittsicherheit und Schwindelfreiheit Voraussetzung. Etwas anspruchsvoller sind der Anstieg auf den Nordostgipfel (2206 m) vom Norden und der Weg zwischen Nordost- und Hauptgipfel. Damit ergibt sich die Möglichkeit einer Ost-West-Überschreitung von Vorderradmer (Radmer an der Stube) über beide Gipfel, den Lugauerplan und den Sattel „Gspitzter Stein“ nach Hinterradmer (Radmer an der Hasel). Dafür sind mindestens sechs bis sieben Stunden Gehzeit einzuplanen. Länger sind die Anstiege von Hieflau oder von der Hesshütte aus.
Die Südost- und die Westwand des Lugauers bieten zahlreiche klassische Kletterrouten aller Schwierigkeitsgrade.
Der Lugauerplan ist auch ein beliebtes Winterziel für Skitourenfahrer.